# Операція «Маслениця»
Операція «Маслениця» (хорв. Operacija Maslenica) — операція армії Хорватії, проведена проти збройних сил Республіки Сербська Країна 22 січня — 1 лютого 1993 в ході війни в Хорватії і спрямована на відвоювання захоплених до цього сербами територій на північ від міста Задар. Названа від села Маслениця. Операція закінчилася хорватською перемогою.

## Передісторія
На початку вересня 1991 року під час перших боїв у Хорватії 9-й корпус Югославської народної армії під командуванням Ратка Младича за підтримки загонів Сербської Країни провів наступальну операцію в районі хорватського міста Новиград. Стратегічна важливість даного району полягає в тому, що в берегову лінію тут глибоко вдається затока під назвою Новиградське море. Затока має розміри близько 10х10 кілометрів і з'єднана з Адріатикою лише вузькою Новською протокою (довжина 4 км, ширина від 30 до 400 метрів). Через Новську протоку перекинуто Масленицький міст, по ньому проходить прибережне Адріатичне шосе. Взявши під контроль цей міст, серби ліквідували наскрізне сполучення по хорватській Далмації і відрізали Північну Далмацію від Південної. Єдиний у хорватів шлях для зв'язку проходив по Пазькому мосту, острову Паг і порому в Північну Далмацію. Крім того, успіх сербського наступу в 1991 році призвів до їхнього виходу до передмість Задара і отримання можливості вести артилерійські обстріли цього великого хорватського міста. З Новиграда, більшість населення якого становили хорвати, втекли майже всі мирні жителі. Масленицький міст було підірвано у листопаді 1991 року. У січні 1992 року було укладено перемир'я. У регіон введено війська UNPROFOR.

## Хід операції
За рік після перемир'я боєздатність хорватських загонів, перетворених в регулярну армію, значно зросла, у той час як боєздатність сербських загонів знизилася. Регулярні частини ЮНА були виведені з Хорватії після її міжнародного визнання, багато загонів сил Сербської Країни передислокувалися в Боснію, де йшла Боснійська війна.
У цих умовах хорватське керівництво ухвалило рішення про проведення обмеженої операції, спрямованої на відновлення транспортного сполучення по далматинському узбережжю. Наступ почався 22 січня і виявився несподіваним для країнських сербів. У ході наступу хорвати активно використовували авіацію.
У перші ж дні боїв хорватська армія взяла під контроль Новську протоку й оволоділа Новиградом. Сербські загони відступили. Хорватські джерела говорять про втечу сербів, сербські — про організований відступ. Подальший наступ хорватів вглиб континенту, однак, наштовхнувся на запекліший опір сербів, яких посилили перекинуті з Боснії загони, включаючи і сили Сербської добровольчої гвардії.
Зважаючи на посилення боїв, збільшення кількості жертв і наростання міжнародного тиску на Хорватію, а також з урахуванням того, що головної мети операції було досягнуто, хорватське керівництво на початку лютого ухвалило рішення про припинення операції. Між ворогуючими сторонами було встановлено нову лінію перемир'я, яка протрималася більш ніж два роки аж до операції «Буря». Однак протягом весни 1993 в районі тривали спорадичні бої і артобстріли.

## Наслідки

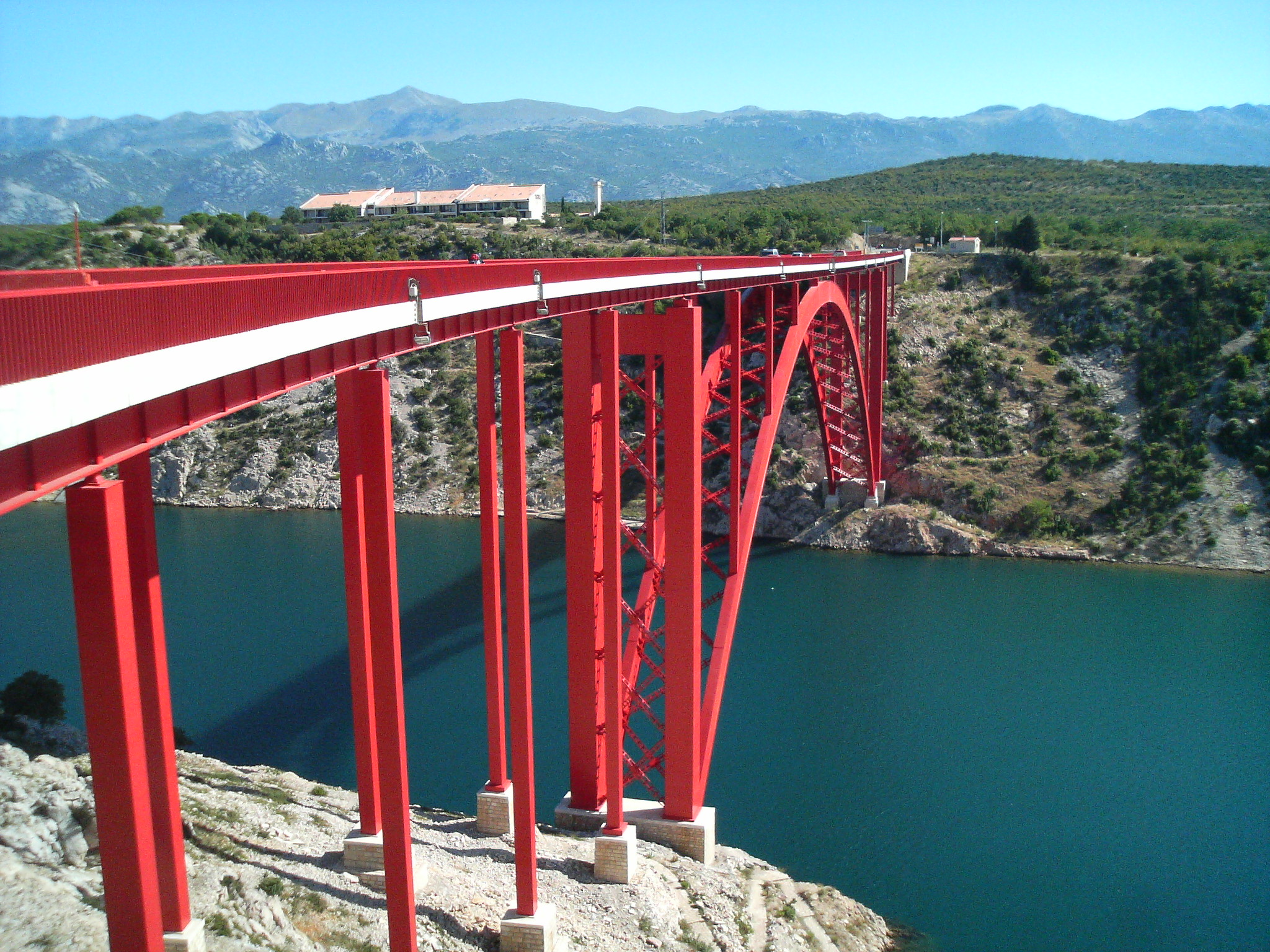
Відновлений в 2005 році «старий» Масленицький міст

Хорватська сторона домоглася переходу під свій контроль Новської протоки та берегів Новиградського моря. У ході операції «Маслениця» було спалено три сербські села: Смилич, Кашич та Іслам Грчкий, що змусило втекти всіх їх мешканців.
Поруч із зруйнованим Масленицьким мостом було наведено тимчасовий понтонний, що дозволило відновити наскрізний рух по Адріатичному березі. Одночасно в іншому місці Новської протоки, ближче до моря, почалося зведення нового моста. Цей міст було відкрито в 1997 році і нині по ньому проходить головна автомагістраль Хорватії A1 (Загреб — Задар — Спліт). З 2003 по 2005 рік йшло будівництво другого мосту через протоку, замість понтонного, на старому місці, причому однією з умов було зведення мосту в тій же формі, в якій він існував до війни. Новий «старий» міст відкрито 17 червня 2005, по ньому зараз проходить Адріатичне шосе D8.